# Shikoku Railway Company
La Shikoku Railway Company (四国旅客鉄道株式会社, Shikoku Ryokaku Tetsudō Kabushiki-gaisha), plus communément appelée JR Shikoku (JR四国, Jeiāru Shikoku), est une entreprise ferroviaire japonaise, membre du groupe JR. Ses trains relient les villes des quatre préfectures de l'île de Shikoku au Japon.
Le siège de la JR Shikoku se trouve à Takamatsu dans la préfecture de Kagawa.

## Lignes

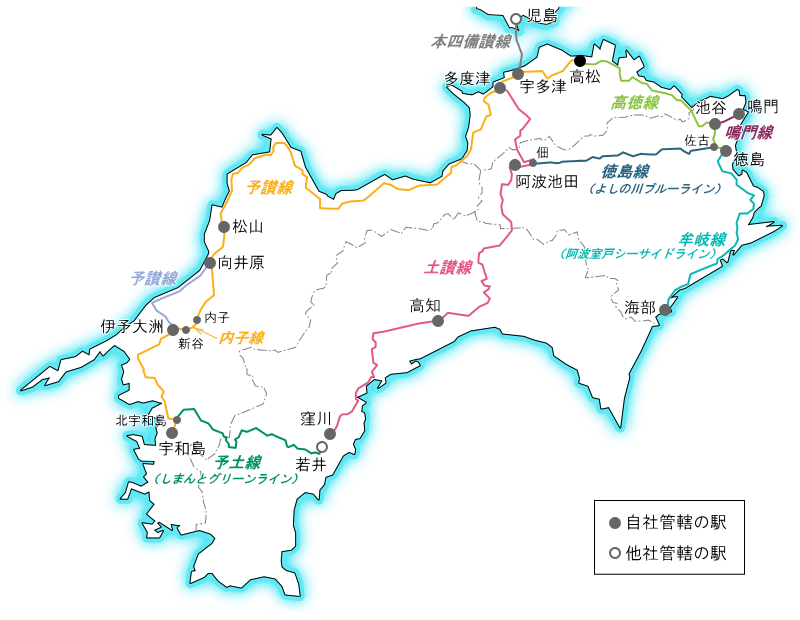
Plan des lignes JR Shikoku.

La JR Shikoku possède un réseau de 855,2 km. Contrairement à d'autres compagnies de la Japan Railways, la JR Shikoku a arrêté la classification des "lignes principales" dans l'appellation de ses lignes en 1988. Avant ce changement les lignes Dosan, Kōtoku, Tokushima et Yosan étaient classifiées en ligne principales.
Chaque ligne possède un code couleur et est labelisé par une lettre. Chaque gare est désignée en plus par un numéro. Par exemple la gare de Naruto sur la ligne Naruto (labelisée N) est la gare N10. Bien que cette méthode soit commune pour les lignes de métro au Japon, c'est la première compagnie JR à l'avoir appliquée à ses lignes et ce depuis avril 2007.
| Couleur | Lettre             | Ligne              | Nom japonais    | Terminus               | Longueur (km) |
| ------- | ------------------ | ------------------ | --------------- | ---------------------- | ------------- |
|         | -                  | Ligne Honshi-Bisan | 本四備讃線      | Kojima - Utazu         | 18,1          |
|         | Y                  | Ligne Yosan        | 予讃線          | Takamatsu - Matsuyama  | 232,0         |
| U       | Matsuyama - Uchiko | Ligne Yosan        | 予讃線          |                        | 232,0         |
| U       | Ligne Uchiko       | 内子線             | Uchiko - Niiya  | 5,3                    |               |
| U       | Ligne Yosan        | 予讃線             | Niiya - Uwajima | 54,0                   |               |
|         | Ligne Yosan        | 予讃線             | S               | Mukaibara - Iyo-Ōzu    | 41,0          |
|         | T                  | Ligne Kōtoku       | 高徳線          | Takamatsu - Tokushima  | 74,5          |
|         | D                  | Ligne Dosan        | 土讃線          | Tadotsu - Kōchi        | 198,7         |
| K       | Kōchi - Kubokawa   | Ligne Dosan        | 土讃線          |                        | 198,7         |
|         | B                  | Ligne Tokushima    | 徳島線          | Tsukuda - Sako         | 67,5          |
|         | M                  | Ligne Mugi         | 牟岐線          | Tokushima - Awa-Kainan | 77,8          |
|         | N                  | Ligne Naruto       | 鳴門線          | Ikenotani - Naruto     | 8,5           |
|         | G                  | Ligne Yodo         | 予土線          | Wakai - Kita-Uwajima   | 76,3          |

## Trains
La JR Shikoku assure le transport interurbain avec ses services limited express, reliant les principales villes de l'île de Shikoku ainsi que la ville d'Okayama par le grand pont de Seto. La compagnie exploite également des trains locaux.
| Type            | Nom          | Japonais       | Trajet                          | Matériel roulant              |
| --------------- | ------------ | -------------- | ------------------------------- | ----------------------------- |
| Limited Express | Ashizuri     | あしずり       | Kōchi - Nakamura - Sukumo       | Séries 2000/N2000 et 2700     |
| Limited Express | Ishizuchi    | いしづち       | Takamatsu - Matsuyama           | Séries 8000 et 8600           |
| Limited Express | Muroto       | むろと         | Tokushima - Anan - Awa-Kainan   | Série KiHa 185                |
| Limited Express | Nanpū        | 南風           | Okayama - Awa-Ikeda - Kōchi     | Série 2700                    |
| Limited Express | Shimanto     | しまんと       | Takamatsu - Awa-Ikeda - Kōchi   | Série 2700                    |
| Limited Express | Shiokaze     | しおかぜ       | Okayama - Matsuyama             | Séries 8000 et 8600           |
| Limited Express | Sunrise Seto | サンライズ瀬戸 | Tokyo - Okayama - Takamatsu     | Série 285                     |
| Limited Express | Tsurugisan   | 剣山           | Tokushima - Anabuki - Awa-Ikeda | Série KiHa 185                |
| Limited Express | Uwakai       | 宇和海         | Matsuyama - Uwajima             | Série 2000/N2000              |
| Limited Express | Uzushio      | うずしお       | Okayama - Takamatsu - Tokushima | Séries KiHa 185, 2600 et 2700 |
| Rapid           | Marine Liner | マリンライナー | Okayama - Takamatsu             | Séries 5000 et 223-5000       |

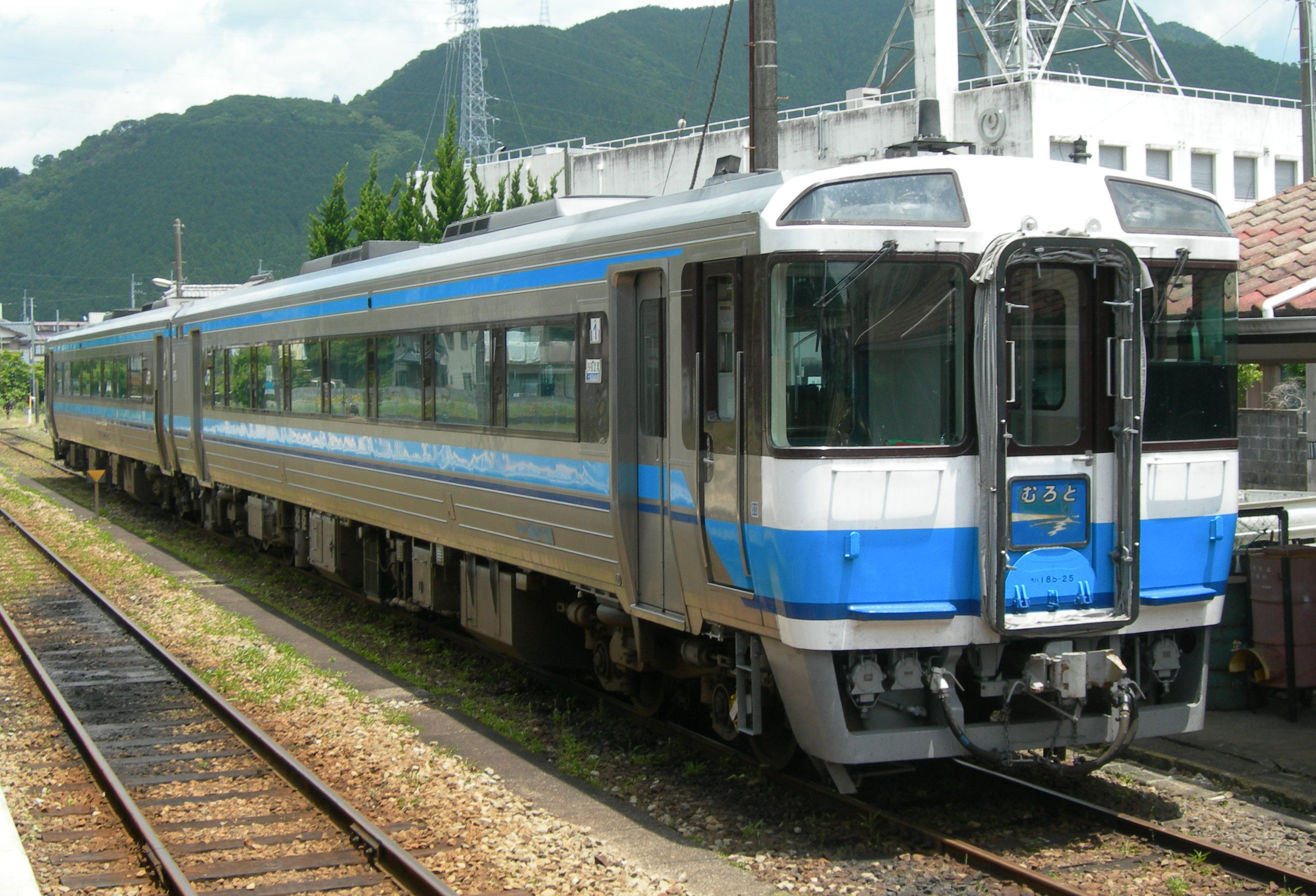
Série KiHa 185
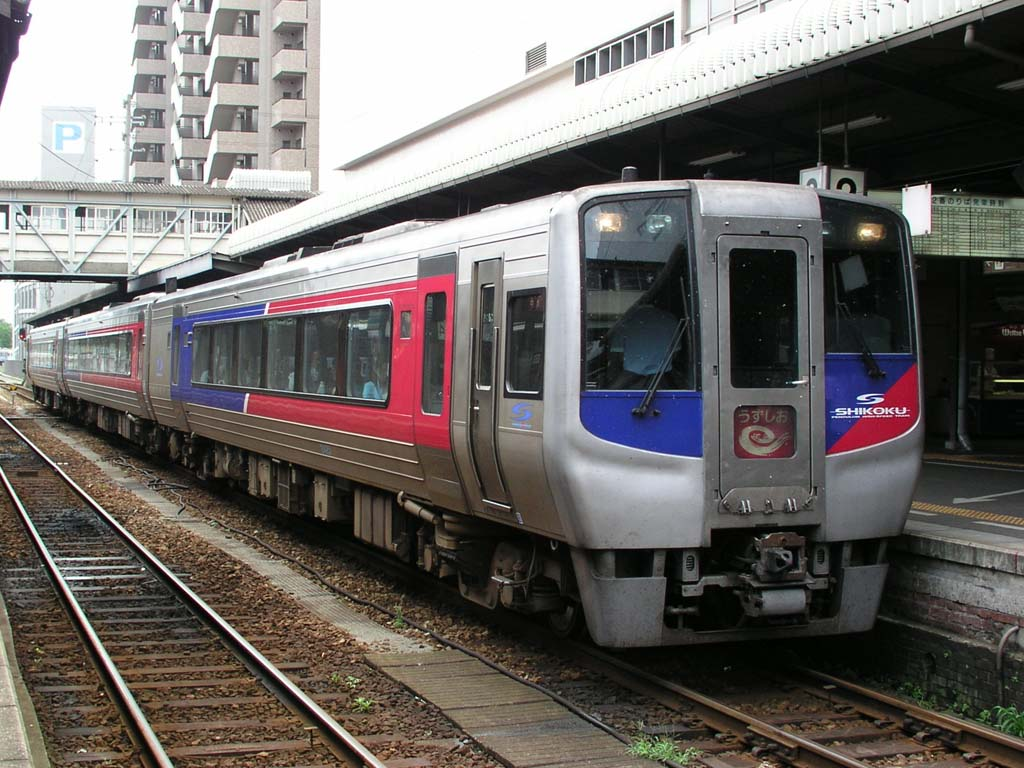
Série N2000
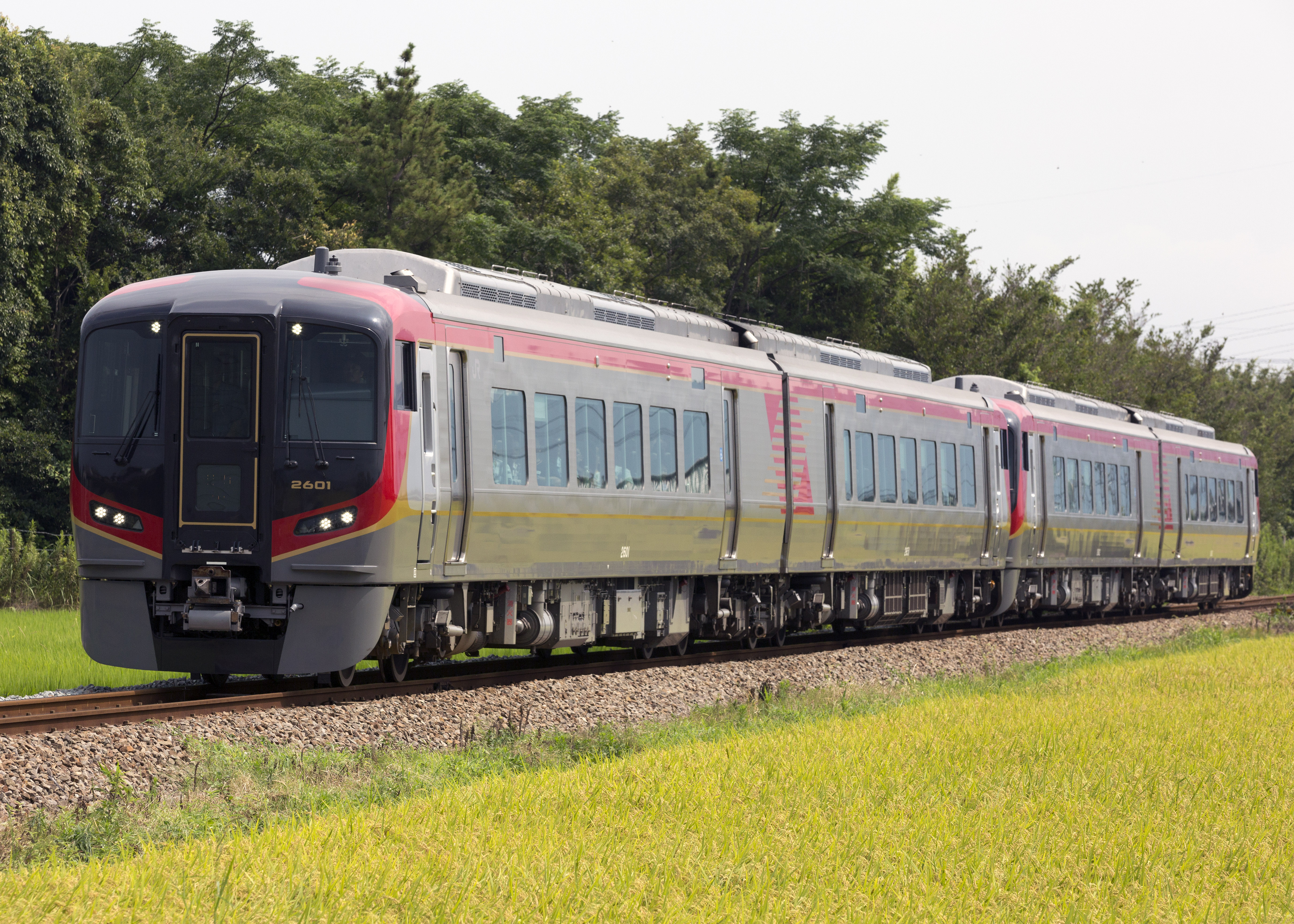
Série 2600
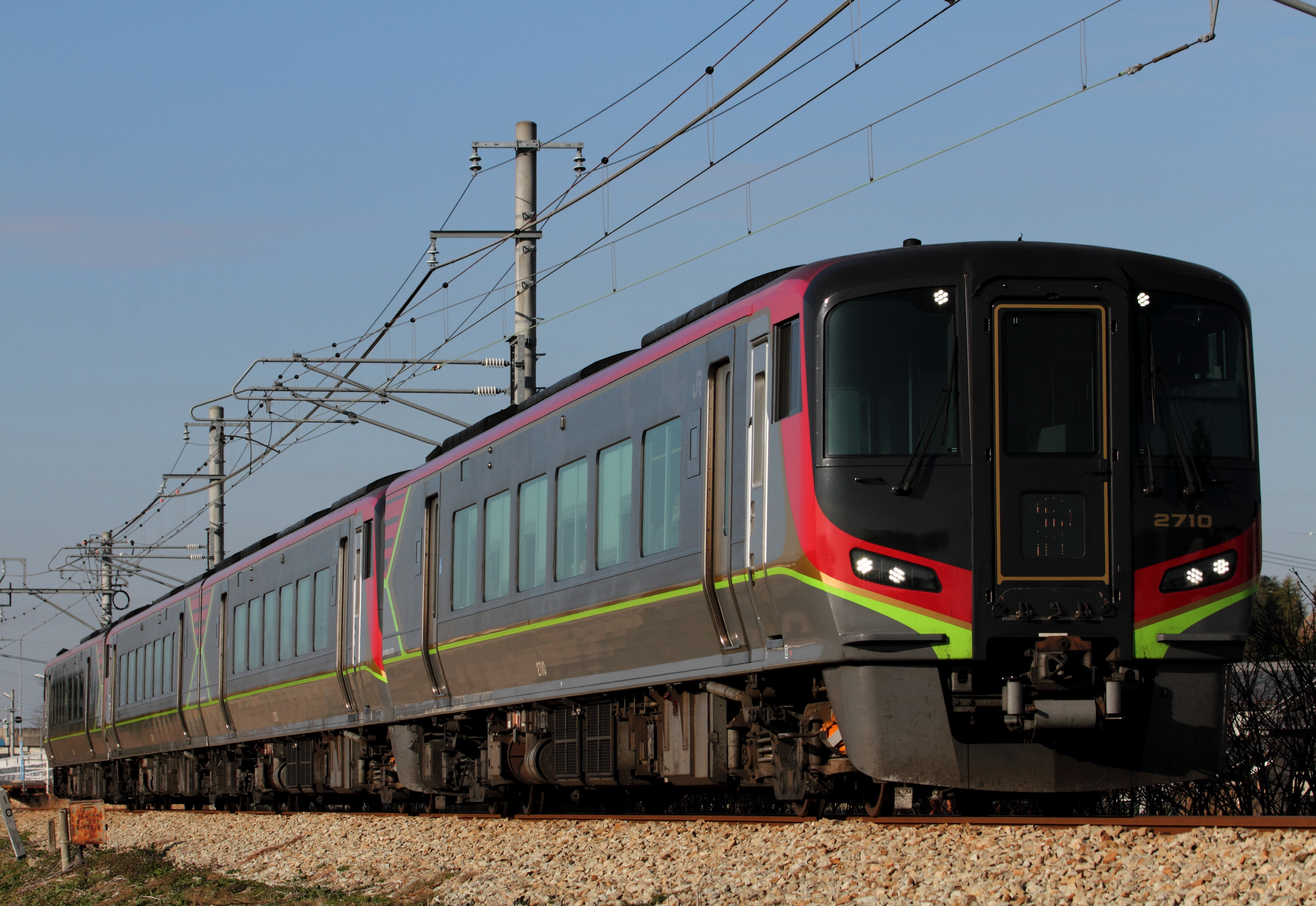
Série 2700
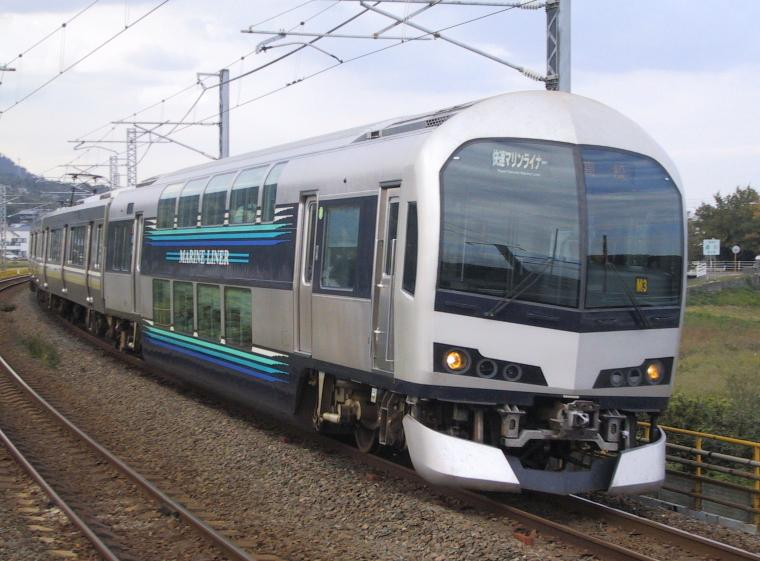
Série 5000
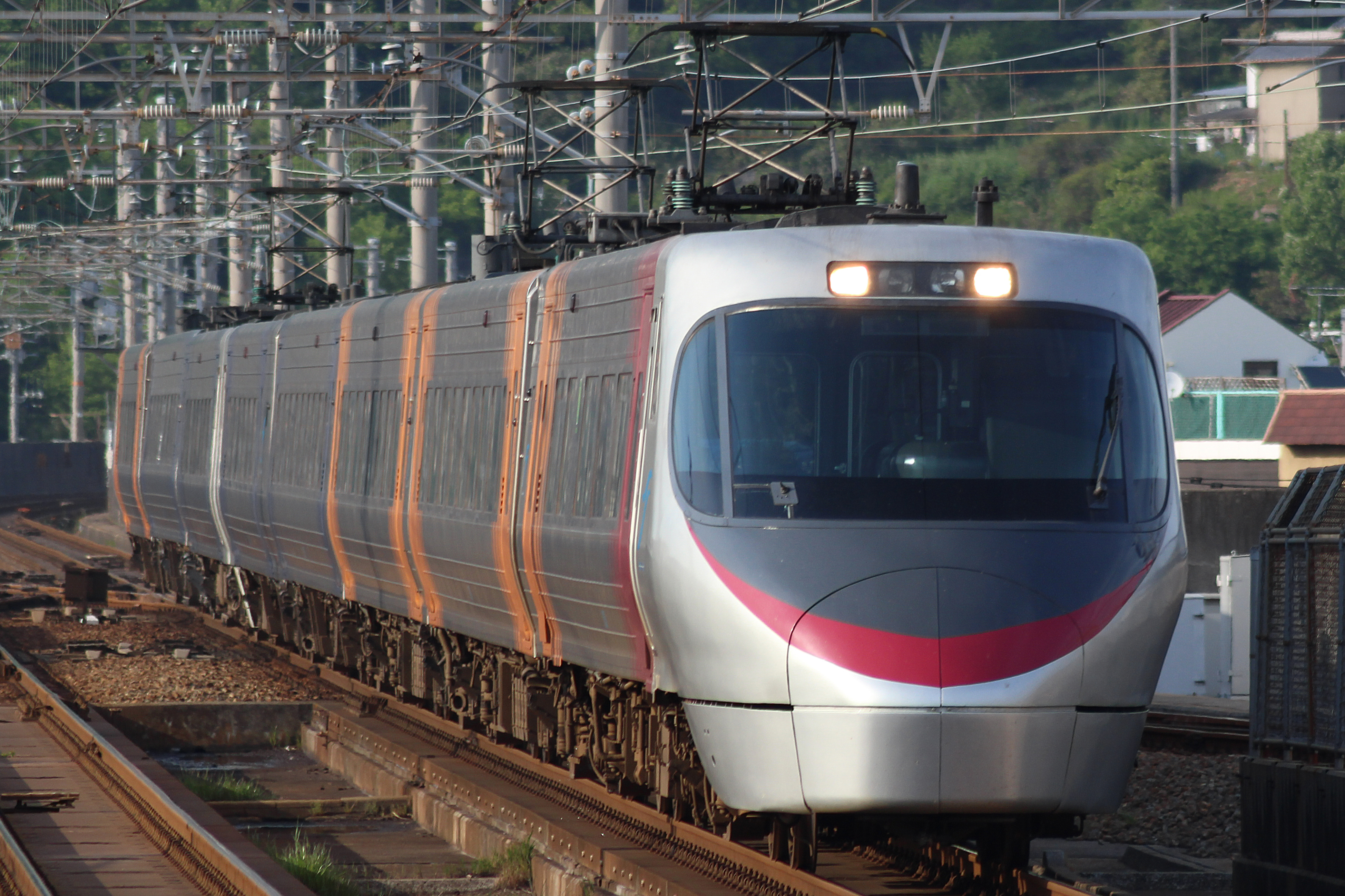
Série 8000
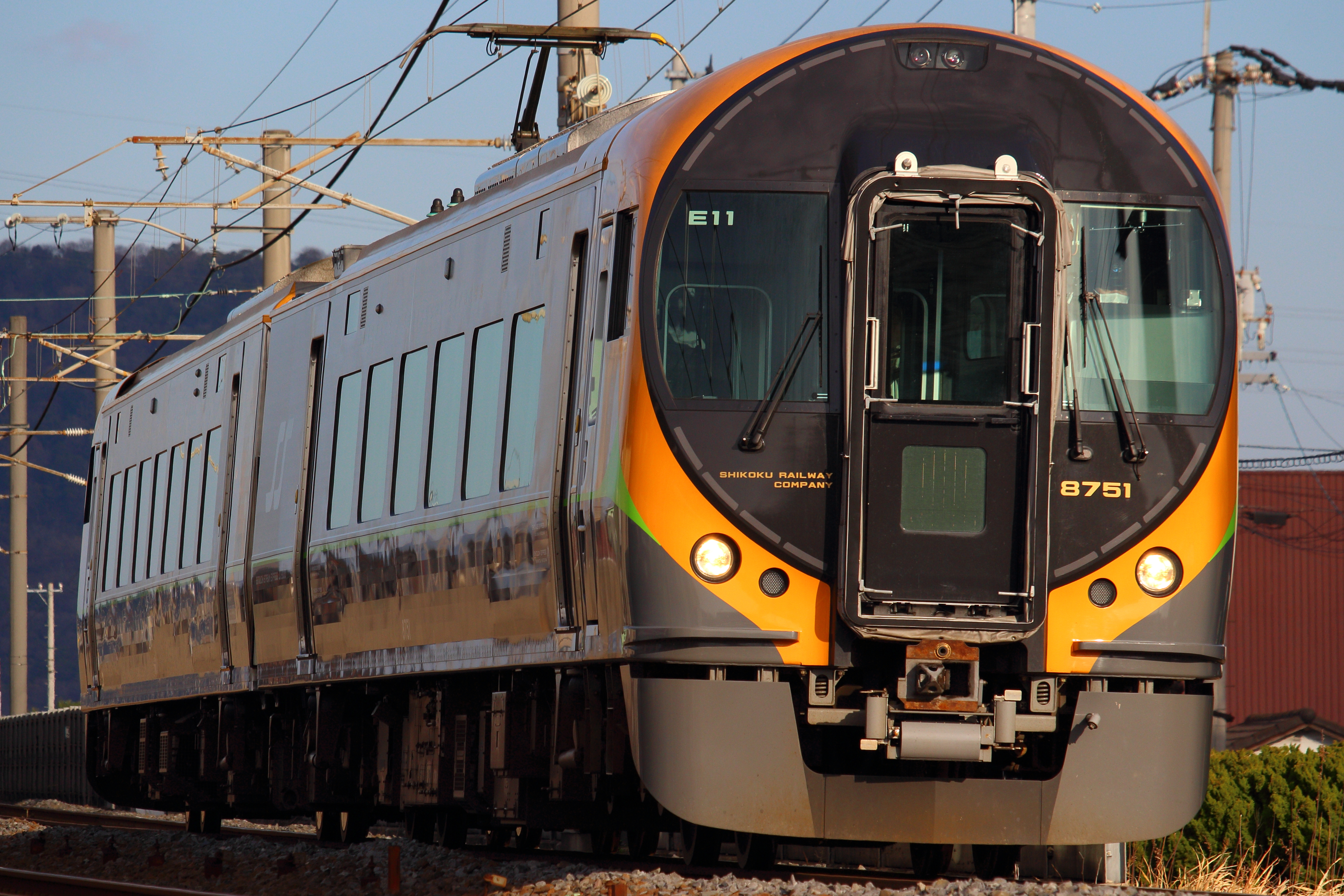
Série 8600